# Det bli'r i familien (dansk film)
 For alternative betydninger, se Det bli'r i familien. (Se også artikler, som begynder med Det bli'r i familien)
Det bli'r i familien er en dansk film fra 1993 instrueret af Susanne Bier.

## Handling
Jan er en livsglad kok, som føler at hans verden bryder sammen, da hans mor dør. Han finder dog ud af, at hans virkelige mor er en helt anden, og at hans far heller ikke er den han troede. Han opsøger sin rigtige mor - en gal skuespillerinde - og sammen tager de på en rejse tilbage i tiden, - med taxa til Portugal. Her møder Jan den store kærlighed - og sin søster, og moderen møder sin ungdoms forelskelse, som muligvis er Jans far.